# 青塚恒治

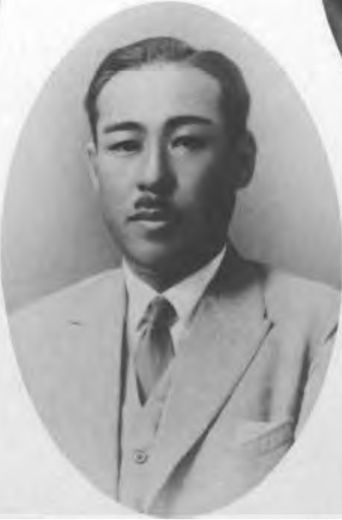
青塚恒治

青塚 恒治（あおづか こうじ、1885年（明治18年）12月21日 - 1958年（昭和33年）7月15日）は、大正から昭和時代前期の政治家。山形県酒田市長。

## 経歴
地主青塚岩治の二男として山形県飽海郡酒田本町に生まれる。生家は代々金物屋を営んだ。荘内中学校を経て第一高等学校に進み、俳句や漢詩を嗜んだ。1917年（大正6年）酒田町会議員に当選し、1920年（大正9年）消防組頭を経て、1926年（大正15年）酒田町助役に就任した。1931年（昭和6年）山形県会議員に当選し、酒田市会議員、同議長を経て、1945年（昭和20年）10月、酒田市長に就任したが、間もなく公職追放となった。
のち初代監査委員に就任した。墓所は酒田安祥寺の脇寺雲照寺。